# Robert Reimer
Robert Reimer (* 1967 in Luxemburg) ist ein deutscher Opern-, Konzert- und Ballett-Dirigent. Seine Dirigate führen ihn regelmäßig an die wichtigsten Opernhäuser, wie die Bayerische Staatsoper, die Staatsoper Berlin oder die Deutsche Oper Berlin. Im Rahmen seiner Tätigkeit als Dirigent und Künstlerischer Leiter ist er regelmäßig im TV, Radio oder auf CD und DVD präsent.

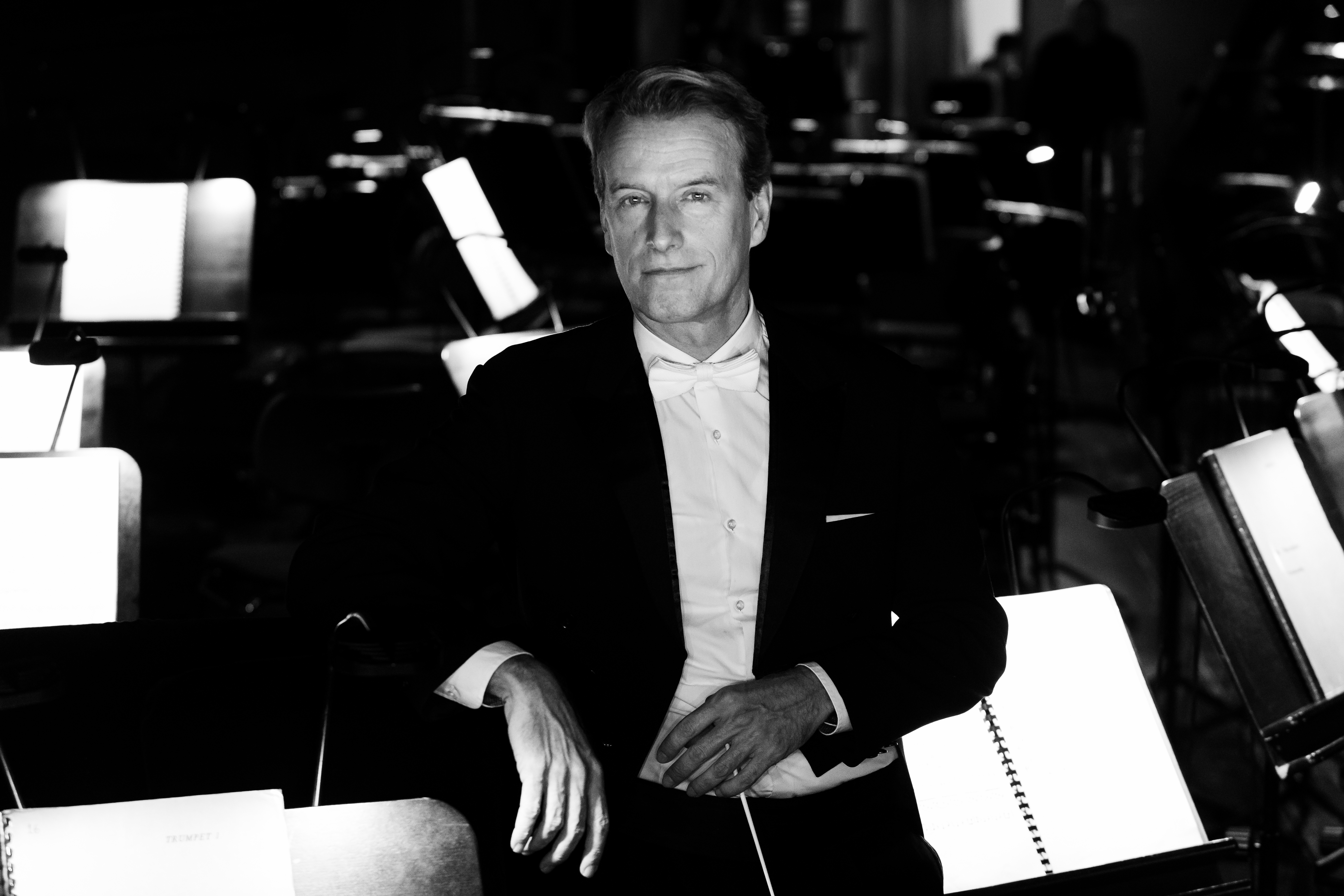
Robert Reimer; Foto von Yan Revazov

## Werdegang
Robert Reimer wurde 1967 in Luxemburg geboren und war bereits während des Studiums in Köln und Düsseldorf am Hessischen Staatstheater Darmstadt (1991–1995) engagiert. Dort assistierte er dem Generalmusikdirektor Hans Drewanz und sammelte als Kapellmeister erste Erfahrungen als Dirigent.
Ab 1991 arbeitete Reimer als Assistent bedeutender Dirigenten wie u. a. Christoph Eschenbach, Sylvain Cambreling, Michael Boder, Rafael Frühbeck de Burgos und Marc Albrecht bei den Salzburger Festspielen, sowie den Opernhäusern von Paris, Brüssel, Barcelona, Leipzig, Kopenhagen, Genf, Santiago de Chile oder Antwerpen/Gent. Es folgten Einladungen nach Köln, Essen, Wuppertal, Leipzig, Kopenhagen, Oslo sowie nach Düsseldorf und Duisburg, wo er im Herbst 2005 mit Don Giovanni debütierte und danach als 1. Kapellmeister viele verschiedene Opern dirigierte. Seitdem arbeitete er im Opernbereich mit Sängern wie u. a. A. Denoke, D. Kuebler, R. Gorr, P. Petibon, R. Trekel, J. Johnson, M. Salminen und A. Dohmen zusammen. Robert Reimer ist auch als Konzertdirigent international zu Hause: Gastspiele führten ihn u. a. zum Leipziger Gewandhausorchester, zum HR-Sinfonieorchester, zur Deutschen Radio Philharmonie Saarbrücken Kaiserslautern, zum Orchestre Philharmonique de Strasbourg sowie zur königlichen Kapelle Kopenhagen. Reimer debütierte erfolgreich an Opernhäusern wie der Berliner Staatsoper Unter den Linden, der Deutschen Oper Berlin, dem Grand Théâtre de Genève, der königlichen Oper Kopenhagen, der Finnischen Nationaloper, dem Copenhagen Opera Festival, der Stuttgarter Staatsoper, oder auch dem Gran Teatro del Liceu Barcelona. Dabei dirigierte Reimer Opern wie Manon, den Freischütz, Eugen Onegin, die Zauberflöte oder „Katja Kabánova“, oder Ballette wie Nussknacker, Schwanensee und Dornröschen.
In der Spielzeit 2016/2017 dirigierte er u. a. eine Inszenierung von Schuberts Winterreise von Hans Zender mit der Deutschen Radio Philharmonie und Julian Prégardien am Grand Théâtre de la Ville de Luxembourg. Ein Konzert davon im großen Sendesaal des SR in Saarbrücken in Anwesenheit des Komponisten wurde live auf SR2-Klassik übertragen, die CD von dieser Winterreise ist 2016 bei dem Label „P.Rhei“ erschienen. 2016 ist außerdem eine von ihm dirigierte CD mit der dänischen Sopranistin Susanne Elmark und dem Sönderjyllands Symphony Orchestra bei dem Label Naxos erschienen. In der Spielzeit 2017/2018 ist er als Gastdirigent des Staatsballetts Berlin tätigt und dirigiert u. a. alle Vorstellung von Victor Ullates Don Quixote für das Staatsballett Berlin.
Im Cross-Over-Bereich arbeitet er mit Chris de Burgh, Ute Lemper, Till Brönner, Joja Wendt und Klaus Hoffmann zusammen.

## CD- und Fernseh-Aufzeichnungen
Es gibt mehrere Fernseh-Aufzeichnungen der Konzertauftritte Robert Reimers, unter anderem das im dänischen Fernsehen-DRK live gesendete große Abschlusskonzert des Copenhagen Opera Festival mit dem Malmö Opera Orchestra (2014 und 2015), sowie die First Night der Classic Open Air Berlin (2014–2017) und die Elblandfestspiele (2015–2017), die beide vom Rundfunk Berlin-Brandenburg RBB ausgestrahlt werden. Außerdem wurden Vorstellungen von ihm aus der Deutschen Oper Berlin und dem Grand Théâtre de Genève live im französischen Kultursender Mezzo TV sowie im italienischen Klassiksender Mondo Classica gesendet.

### Media Produktionen mit Dirigent Reimer
- 2013: CD mit der Deutschen Radio Philharmonie Saarbrücken Kaiserslautern und Musik von D. Milhaud, H. Sauguet sowie D. Scarlatti bei Hänssler Classic in der bekannten SWR-Reihe „les ballets russes“ (Vol.9).
- 2013: TV: Grand Théatre de Genève/für MEZZO-TV (Frankreich): „Le Songe d'une nuit d'été“ „Ein Sommernachtstraum“ (F. Mendelssohn Bartholdy, Choreographie M. Kelemenis)
- 2014:  Live-Übertragung & DVD: Deutsche Oper Berlin/Staatsballett Berlin für MEZZO-TV (Frankreich) und Mondo Classica (Italien): „Der Nussknacker“ (P.Tschajkovsky, Choreographie V. Medvedev und Y. Burlaka). Als DVD 2015 erschienen bei BelAir Classiques. 2017/TV:[2]

- 2014 & 2015: 2 Live-Übertragungen: Classic Open Air Berlin Gendarmenmarkt mit dem  ARD-Sender RBB: „First Night“ (deutsches Fernsehen) und Copenhagen Opera Festival des dänischen Fernseh-Senders DR-DK: „Grand Finale“ (große Abschluss-Gala des Festivals) (dänisches Fernsehen)
- 2015: Live-Übertragung & DVD: Elblandfestspiele Wittenberge (für ARD/RBB), Deutsche Oper Berlin/Staatsballett Berlin für MEZZO-TV (Frankreich) und Mondo Classica (Italien): „Dornröschen“ (P.Tschajkovsky, Choreographie Nacho Duato), ist im Herbst 2016 als DVD 2016 bei BelAir Classiques erschienen:[3]

- 2016: Liveübertragung, Radio + CD: TV-Projekte: Classic Open Air Berlin am Gendarmenmarkt: „First Night“ (für ARD/RBB) Elblandfestspiele Wittenberge (für ARD/RBB). Radio- und CD-Projekte: „Die Winterreise“ von F. Schubert in der Fassung von H. Zender mit der Deutschen Radio Philharmonie Saarbrücken Kaiserslautern, Tenor: J. Prégardien. (Direktübertragung für SR2-Kulturradio, Januar 2016, CD Anfang 2017 bei P.Rhéi erschienen.)

- 2017: TV-Projekte: Classic Open Air Berlin am Gendarmenmarkt: „First Night“ (für ARD/RBB) Elblandfestspiele Wittenberge (für ARD/RBB)